# Numidia

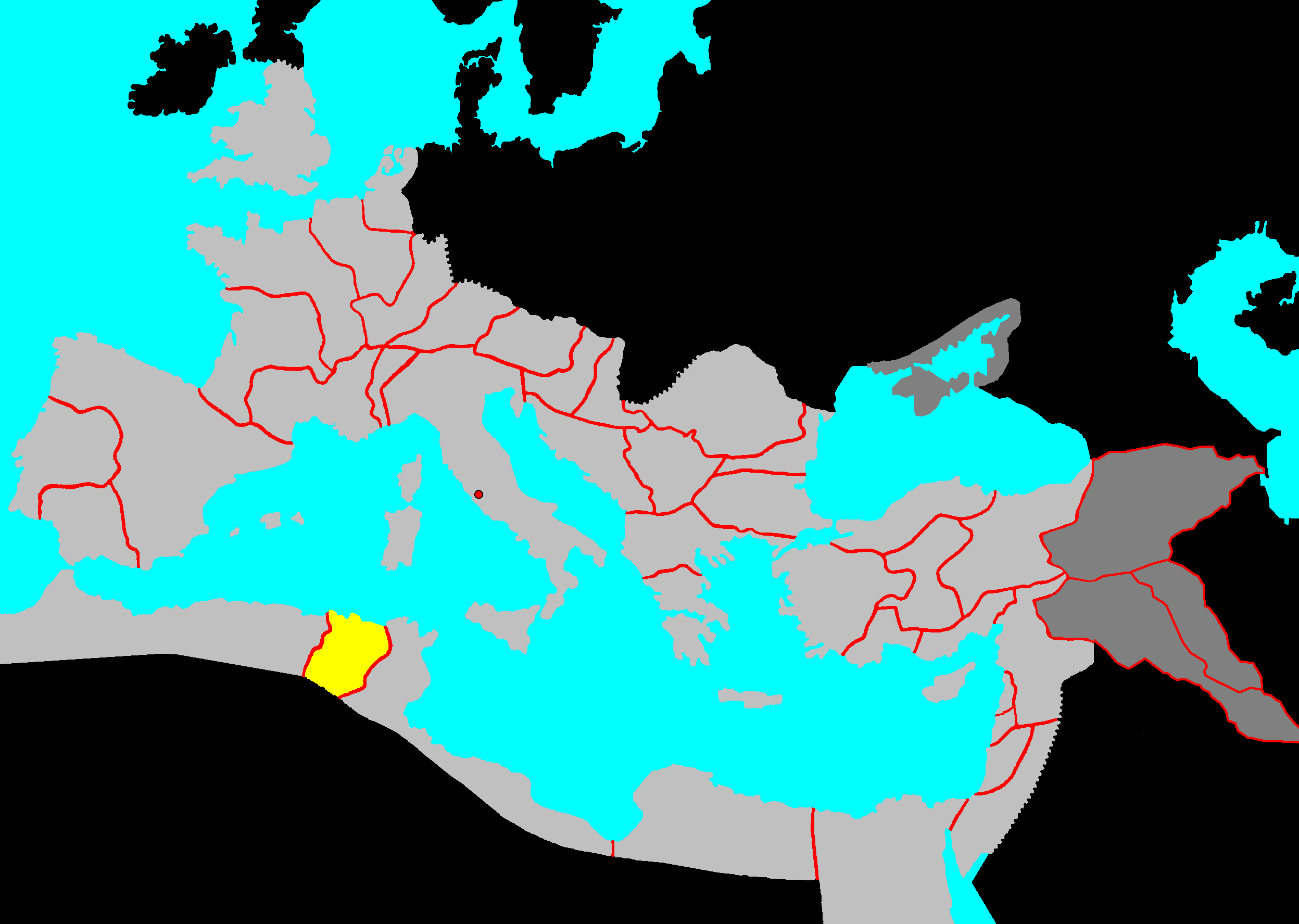
La provincia de Numidia en el Imperio romano.

Numidia (en tamazight: ⵏⵓⵎⵉⴷⵢⴰ) (202 - 46 a. C.) fue un antiguo reino bereber africano ahora extinto. Se extendía en lo que hoy es Argelia y parte de Túnez (Norte de África) que posteriormente alternó entre ser una provincia romana y ser un Estado vasallo romano. Se encontraba en la frontera oriental de lo que hoy es Argelia, bordeada por la provincia romana de Mauritania (en la moderna Argelia y Marruecos) al oeste, la provincia romana de África (moderno Túnez) al este, el mar Mediterráneo al norte y el desierto del Sahara al sur. Sus habitantes eran los númidas.

## Historia

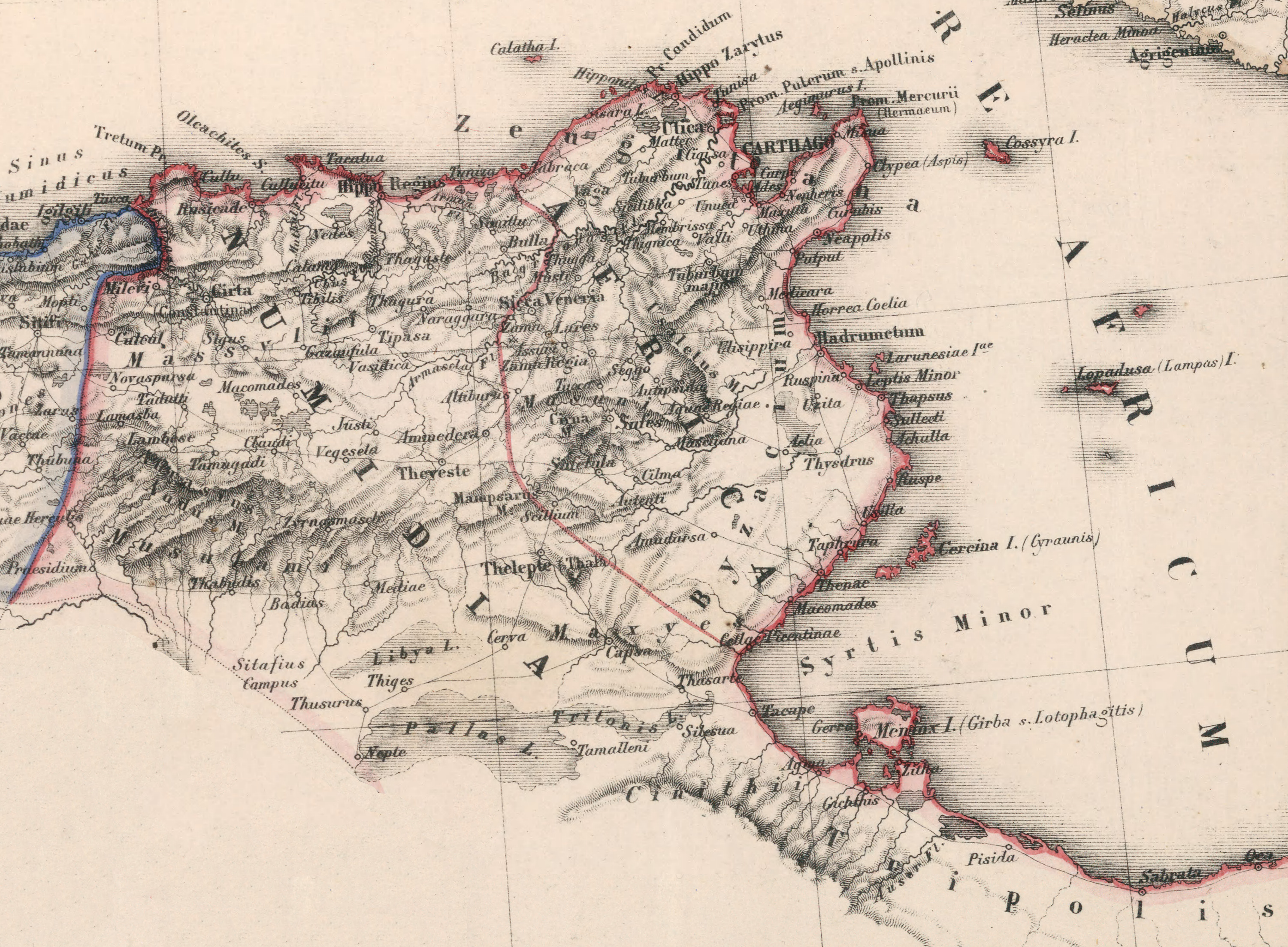

La Numidia Nova no era sino una pequeña parte del país al que los romanos dieron en un principio este nombre, y se extendía desde los límites del territorio de Cartago hasta el río Malva, correspondiendo al norte de lo que actualmente es Argelia. Se dividía en una multitud de pueblos con jefes independientes, siendo los más notables los masilios y masesilos. La raíz *masi- que aparece en diversos etnónimos y nombres propios númidas está relacionada con el apelativo amazigh.
Numidia estuvo sometida en un principio a los cartagineses y, posteriormente, fue ocupada por Agatocles, tirano de Siracusa, que la evacuó poco después. Los soberanos del país tenían su corte por una parte en el oeste, en Siga, y por otra en Zama. El más antiguo príncipe, llamado Narva, estuvo casado con una hermana de Aníbal, y su hijo Gaia (quien fue padre de Masinisa) reinaba en tiempos de la segunda guerra púnica.